# Lisa Berg Ortman
Lisa Ulrika Berg Ortman, tidigare Berg, ogift Edfelt, född 9 juli 1943 i S:t Görans församling i Stockholm, är en svensk journalist och författare. Hon deltog i samhällsdebatten i ett antal böcker med sin förste man Lasse Berg under 1970-talet.
Lisa Berg Ortman är dotter till författaren Johannes Edfelt och översättaren Brita Edfelt, ogift Silfversparre, och har studerat vid Stockholms universitet. Hon debuterade som författare med Ansikte mot ansikte (tillsammans med Lasse Berg) 1970 och har skrivit bland annat Tredje världen – ett tvärsnitt (1977), Mat och makt (1978), Liten och rädd (1977), När jag blir stor (1979) och Välja liv (1983). Hon har producerat TV-filmer och radioprogram, frilansat som journalist och haft utställningar. Hon var styrelseledamot i Sveriges författarfond 1974–1983.
Hon var gift första gången 1965–1982 med författarkollegan Lasse Berg (född 1943), andra gången 1982–1984 med sociologen och historikern Anders Gullberg (född 1947) och tredje gången från 1991 med författaren Peter Ortman (1939–2008).,